# Google Summer of Code
Google Summer of Code (GSoC) je každoroční akce, poprvé konaná od května do srpna v roce 2005, ve které Google uděluje stipendia stovkám studentů, kteří během léta úspěšně dokončí práci na požadovaném projektu. Akce je přístupná všem studentům starším 18 let.
Nápad na projekt dostali přímo zakladatelé Googlu, Sergey Brin a Larry Page, a jeho název byl přejat z názvu akce Summer of Love. Manažerem projektu je Leslie Hawthorn, který se do něj zapojil v roce 2006 a řídí ho od roku 2007.

## Program
Cílem akce je shromáždit studenty, kteří splňují kritéria, aby se podíleli na vývoji (kódování) projektu, který chtějí předvádět. Tyto projekty posoudí odpovídající organizace. Každá organizace poskytne svého mentora, který posoudí důležitost aplikace a hodnocení předá Googlu. Ten se poté rozhodne, na které z projektů by se měla organizace především zaměřit.